# Dvočrkovna kratica
Dvočrkovne kratice

### Kemijski elementi
Ac, Ag, Al, Am, Ar, As, At, Au, Ba, Be, Bi, Bk, Br, Ca, Cd, Ce, Cf, Cl, Cm, Co, Cr, Cs, Cu, Dy, Er, Es, Eu, Fe, Fm, Fr, Ga, Gd, Ge, He, Hf, Hg, Ho, In, Ir, Kr, La, Li, Lr, Lu, Md, Mg, Mn, Mo, Na, Nb, Nd, Ne, Ni, No, Np, Os, Pa, Pb, Pd, Pm, Po, Pr, Pt, Pu, Ra, Rb, Re, Rh, Rn, Ru, Sb, Sc, Se, Si, Sm, Sn, Sr, Ta, Tb, Tc, Te, Th, Ti, Tl, Tm, Xe, Yb, Zn, Zr.

### Splošne kratice
TV, NN, XY, SP, DK, AM, PM, AD, BC, ...

### Radioamaterske kratice
55, 73, 88, 99, AM, AR, BK, CQ, CW, DE, DX, FB, FM, HI, MM, OK, RX, TX, UR, WX, YL.

### Merske enote
Kb, KB, Mb, MB, GB, TB, PB, mm, km, mg, kg,  ...

### Računalniške kratice
2D, 3D, AC, AI, AM, AT, C#, CD, CR, DC, EM, ER, FF, HP, IO, IP, IT, LF, LO, MO, NA, NT, OO, PC, RD, XT, XP, ZX.

### Registracijska območja v Sloveniji
CE, GO, KK, KP, KR, LJ, MB, MS, NM, PO, SG.

### ISO kratice držav
AD, AE, AF, AG, AI, AL, AM, AN, AO, AQ, AR, AS, AT, AU, AW, AX, AZ, BA, BB, BD, BE, BF, BG, BH, BI, BJ, BM, BN, BO, BR, BS, BT, BV, BW, BY, BZ, CA, CC, CD, CF, CG, CH, CI, CK, CL, CM, CN, CO, CR, CS, CU, CV, CX, CY, CZ, DE, DJ, DK, DM, DO, DZ, EC, EE, EG, EH, ER, ES, ET, FI, FJ, FK, FM, FO, FR, GA, GB, GD, GE, GF, GH, GI, GL, GM, GN, GP, GQ, GR, GS, GT, GU, GW, GY, HK, HM, HN, HR, HT, HU, ID, IE, IL, IN, IO, IQ, IR, IS, IT, JM, JO, JP, KE, KG, KH, KI, KM, KN, KP, KR, KW, KY, KZ, LA, LB, LC, LI, LK, LR, LS, LT, LU, LV, LY, MA, MC, MD, MG, MH, MK, ML, MM, MN, MO, MP, MQ, MR, MS, MT, MU, MV, MW, MX, MY, MZ, NA, NC, NE, NF, NG, NI, NL, NO, NP, NR, NU, NZ, OM, PA, PE, PF, PG, PH, PK, PL, PM, PN, PR, PS, PT, PW, PY, QA, RE, RO, RU, RW, SA, SB, SC, SD, SE, SG, SH, SI, SJ, SK, SL, SM, SN, SO, SR, ST, SV, SY, SZ, TC, TD, TF, TG, TH, TJ, TK, TL, TM, TN, TO, TR, TT, TV, TW, TZ, UA, UG, UM, US, UY, UZ, VA, VC, VE, VG, VI, VN, VU, WF, WS, YE, YT, ZA, ZM, ZW.